# Reunion (film, 2001)
Pour les articles homonymes, voir Reunion.
Reunion, également connu sous le nom American Reunion, est un film américain réalisé par Leif Tilden et Mark Poppi, sorti en 2001. 
Le film suit les principes minimalistes du manifeste Dogme95 de Lars von Trier et en porte le numéro 17.
Le film met en vedette Billy Wirth et Jennifer Rubin dans un conte doux-amer sur six anciens camarades de classe qui se retrouvent 24 heures avant leur vingtième réunion d'anciens du lycée.

## Distribution
- Billy Wirth : Brad
- Jennifer Rubin : Jeanie
- Corey Glover : Ty
- Marlene Forte : Margaret
- Rainer Judd : Mindy
- Dwier Brown : Patrick
- Andres Faucher : J.C.
- Steven Gilborn : George
- Georgia Simon : Georgina
- Rod Britt : Mr. Andretti
- Dan Gunther : Kile
- Michael James Johnson : Michael
- Todd Babcock
- David Berón : Roger
- Alexandra Fulton : la petite amie de Roger